# Horodkiwka (obwód lwowski)
Horodkiwka (ukr. Городківка; hist. Hrud) – wieś na Ukrainie, w obwodzie lwowskim, w rejonie drohobyckim. W 2001 roku liczyła 173 mieszkańców.
Dawniej przysiółek wsi Litynia.